# ヴィンス・エドワーズ
ヴィンス・エドワーズ（Vince Edwards、1928年7月9日 - 1996年3月11日）は、アメリカ合衆国の俳優、演出家、歌手。ヴィンセント・エドワーズとも表記される。日本でも放送され大ヒットしたメディカルドラマ『ベン・ケーシー』（1961年 - 1966年）の主演俳優として知られている。

## 略歴
1928年にイタリア系アメリカ人の煉瓦職人であるヴィンチェント・ゾイーノの息子として双子で生まれる（双子の弟アンソニーは7人兄弟の末っ子）。
高校時代は水泳選手として活躍し、奨学金をもらってオハイオ州立大学に入学、2年後にハワイ大学に転校してオリンピックを目指すが、虫垂炎の手術により断念。
アメリカン・アカデミー・オブ・ドラマティック・アーツで演技を学び、ニューヨークの舞台に立つ。
パラマウント映画と契約し、1951年の映画『Mr. Universe』で映画デビュー。3本目に出演した翌1952年の映画『Hiawatha』では初主演を果たす。その後、いくつかの映画やテレビドラマに主演や準主演で出演するが、特に目立った活躍を見せることはなかった。
俳優以外にも歌手として活動して、各地のクラブで歌ったこともあった。そしてやがてビング・クロスビーに見出されて、そのビング・クロスビープロダクションが製作したのが『ベン・ケーシー』であった。
1961年に放送が始まった『ベン・ケーシー』に主演として抜擢されて、このドラマの大ヒットにより、米国だけでなく、日本でも人気スターとなる。また同作においては多くのエピソードで演出も担当している。更にドラマの人気にあやかり、6枚のレコードアルバムを発売するなど歌手としても活動し、ニューヨークやラスベガス、ロサンゼルスで行なったショーは完売となった。
その後もテレビドラマや映画『勝利者』『コマンド戦略』に出演し、『宇宙空母ギャラクティカ』（1978年、1980年）などのテレビドラマの演出も担当するが、ベン・ケーシーのイメージが強すぎたためか、役柄が限られて特に目立った活躍を見せることはなかった。
1996年、膵臓癌により死去。

## 主な出演作品
- Mr. Universe (1951)
- 底抜け艦隊 Sailor Beware (1952)
- Hiawatha (1952)
- 現金に体を張れ The Killing (1956)
- イブの三つの顔 The Three Faces of Eve (1957)
- ベン・ケーシー Ben Casey (1961 - 1966)
- 勝利者 The Victers (1963)
- コマンド戦略 The Devil's Brigade (1968)
- ハマーヘッド Hammerhead (1968)
- ならず者たち The Desperados (1969)
- マッドボンバー The Mad Bomber (1972)
- ナイトライダー Knight Rider (1982) パイロット版
- セダクション 盗撮された女 The Seduction (1982)
- スペース・レイダース Space Raiders (1983)
- 帰ってきたベン・ケーシー The Return of Ben Casey (1988)

## エピソード
マルチアスリートとして知られるボー・ジャクソンの本名「Vincent Edward」はヴィンス・エドワーズから名付けられた。